# Rio Capitanduva
O rio Capitanduva é um curso de água que banha o estado do Paraná.